# Matthias Scheiber
Matthias Scheiber (* 11. November 1946 in Leogang) ist ein österreichischer Politiker (ÖVP) und Landwirt. Scheiber war von 1999 bis 2009 Abgeordneter zum Salzburger Landtag.

## Ausbildung und Beruf
Scheiber absolvierte nach dem Besuch der Pflichtschule die Landwirtschaftsschule in Bruck an der Großglocknerstraße. In der Folge war er als Landwirt und Bausparberater tätig. Zudem war Scheiber Aufsichtsratsmitglied der Leoganger Bergbahnen.

## Politik
Scheiber gründete 1965 die Landjugend und war fünf Jahre deren Obmann. Er übernahm von 1971 bis 1986 die Funktion des ÖVP-Gemeindeparteiobmann in Leogang und ist seit 1974 Gemeindevertreter. Zwischen 1987 und 2004 hatte er das Amt des Bürgermeisters von Leogang inne. Scheiber wurde am 27. April 1999 als Abgeordneter im Salzburger Landtag angelobt und wurde Bereichssprecher für die Themen Gemeinden, Jagd- und Fischerei, Ortsbildschutz, Raumordnung und Landwirtschaft im ÖVP-Landtagsklub. Er schied nach der Landtagswahl in Salzburg 2009 per 22. April 2009 aus dem Landtag aus.

## Privates
Matthias Scheiber ist verheiratet und Vater von vier Kindern.

## Auszeichnungen
- 2008: Goldenes Ehrenzeichen des Landes Salzburg[1]
- 2009: Großes Silbernes Ehrenzeichen für Verdienste um die Republik Österreich[2]
- 2010: Großes Verdienstzeichen des Landes Salzburg[3]